# Гражданская авиация СССР

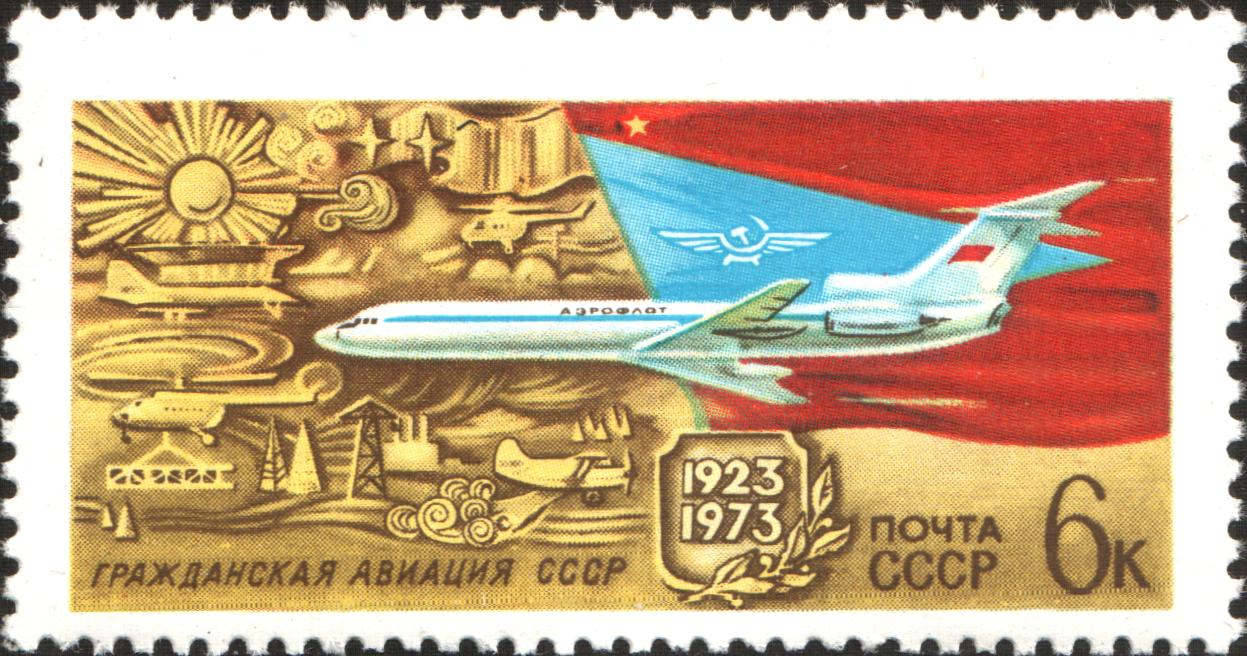
Почтовая марка СССР, 1973 год. 50-летие гражданской авиации СССР

Гражданская авиация СССР — отрасль народного хозяйства СССР, обслуживавшая потребности народного хозяйства и населения СССР в воздушных перевозках; использовалась для авиахимической защиты растений от вредителей, аэрофотосъёмки местности, разведки ценных ископаемых и производства ряда других работ, заменяя наземную технику. Располагала парком самолётов и вертолётов, сетью воздушных линий, аэропортов, аэродромов с системой технических сооружений, радио- и метеостанциями, заводами и ремонтно-техническими базами, научно-исследовательскими учреждениями, учебными заведениями. Была объединена в Министерство гражданской авиации СССР (создано в 1964 году).

## История

### Организация и управление
В апреле 1918 года в составе Всероссийской коллегии по управлению воздушным флотом (с мая Главное управление Рабоче-Крестьянского Красного Военно-Воздушного Флота (Главвоздухфлот)) был создан отдел по применению авиации в народном хозяйстве. До этого времени имелись лишь единичные нерегулярные случаи использования авиации невоенного назначения в транспортных целях. Отделом, в частности, предполагалось наладить воздушную линию Петроград – Москва, организовать работы по аэрофотосъёмке территории страны. Некоторые работы были выполнены, но Гражданская война приостановила реализацию планов. В начале 1921 года вышел первый в стране закон о регулировании полётов — декрет Совета Народных Комиссаров № 40 «О воздушных передвижениях». В декабре 1922 года в составе Главвоздухфлота была образована Инспекция гражданского воздушного флота. 9 февраля 1923 года Совет труда и обороны принял постановление «О возложении технического надзора за воздушными линиями на Главное управление воздушного флота и об организации Совета по гражданской авиации». Этот день стал считаться датой образования гражданской авиации СССР. Ранее созданная Инспекция вошла в состав Совета. Совет состоял при Главвоздухфлоте, его председатель назначался СТО, в состав Совета входили представители разных ведомств.
Начали образовываться первые авиатранспортные предприятия. В 1921 году на основе концессионного соглашения c германской стороной было основано совместное «Русско-германское общество воздушных сообщений» (Deruluft). В январе 1923 года советское правительство подписало концессионное соглашение с германской компанией «Юнкерс». По договору компания обязывалась организовать крупномасштабное производство самолётов и авиадвигателей, а также открыть ряд авиалиний и производить аэрофотосъёмку. «Юнкерс» не выполнил взятых на себя обязательств, что серьёзно повлияло на развитие советской авиапромышленности. В 1927 году концессия с «Юнкерсом» была расторгнута, а само сотрудничество фактически прекратилось ещё в 1925 году. В результате вместо ставки на лицензированное производство иностранных образцов в СССР был сделан упор на развитие собственной авиационной промышленности, основу которой должны были со временем составить отечественные разработки. В марте 1923 года была создана массовая добровольная общественная организация «Общество друзей воздушного флота», преобразованная в 1925 году в «Авиахим», а в 1927 в «Осоавиахим» (с 1951 года ДОСААФ). Деятельность организации внесла значительный вклад в развитие авиационной отрасли Советского Союза. В 1923 году в СССР были образованы три собственных авиатранспортных предприятия для перевозки грузов и пассажиров: «Российское акционерное общество добровольного воздушного флота» («Добролёт») в РСФСР, «Укрвоздухпуть» в Украинской советской республике и «Закавиа» в Закавказской советской республике. В 1925 году «Закавиа» вошла в состав «Укрвоздухпути», а тот в 1929 году был объединён с «Добролётом» во всесоюзное общество «Добролёт».
В 1929 году на авиалинии Москва – Иркутск была организована первая в СССР служба авиадиспетчеров, в 1930 году диспетчерские районы были определены вдоль всех существовавших воздушных трасс.

Эмблема Аэрофлота

В феврале 1930 года была образована Главная инспекция гражданского воздушного флота при Народном комиссариате по военным и морским делам; Совет по гражданской авиации был упразднён. В октябре того же года было образовано Всесоюзное объединение гражданского воздушного флота (ВОГВФ), подчинявшееся Совету труда и обороны. При этом Главная инспекция и акционерное общество «Добролёт» упразднялись. В 1932 году на основании постановления Совета народных комиссаров № 209 от 25 февраля вместо ВОГВФ было образовано Главное управление гражданского воздушного флота при СНК СССР (сокращённо ГУГВФ или Аэрофлот). В подчинении Аэрофлота находились хозрасчётные тресты: Трансавиация, Снабаэрофлот, Граждавиапром, Граждавиастрой, Дирижабльстрой и Сельхозавиация. В том же году для работников была введена форма и знаки различия. В декабре 1932 года в составе Главсевморпути при СНК СССР было образовано Управление полярной авиацией. Постановлением СНК № 1180 от 19 мая 1934 года функциональная система управления была упразднена, а вместо неё организована территориальная: были ликвидированы тресты Трансавиация, Граждавиастрой и Сельхозавиация; вместо них организованы 12 территориальных управлений ГВФ (Московское, Северное, Волжское, Азово-Черноморско-Кавказское, Украинское, Закавказское, Уральское, Казахское, Среднеазиатское, Западно-Сибирское, Восточно-Сибирское и Дальневосточное), каждое из которых являлось самостоятельным юридическим лицом. В состав территориальных управлений входили лётные отряды (иногда объединяющиеся в лётные группы) и аэропорты. С этого времени и до начала 1990-х годов крупных изменений в системе управления Аэрофлота не происходило.
Во время Великой Отечественной войны гражданский воздушный флот использовался в военных нуждах. До войны в Красной Армии отсутствовали подразделения военно-транспортной авиации, и для перевозки грузов в военное время предполагалось использовать самолёты гражданского воздушного флота. Постановлением СНК от 23 июня 1941 года ГВФ был подчинён Наркомату обороны СССР; с апреля 1942 года — ВВС Красной армии, с августа 1943 года – Авиации Дальнего Действия, а с декабря 1944 года вернулся в подчинение Совету Народных Комиссаров. Во время войны из личного состава и техники гражданской авиации были сформированы авиагруппы, авиадивизии и авиаполки ГВФ. В 1960-м году в ГУГВФ была передана авиация Главсевморпути. В 1964 году вместо ГУГВФ было образовано Министерство гражданской авиации СССР. Для подготовки кадров для «Аэрофлота» в 1980 году в стране имелось 24 средних и высших учебных заведения.

### Деятельность

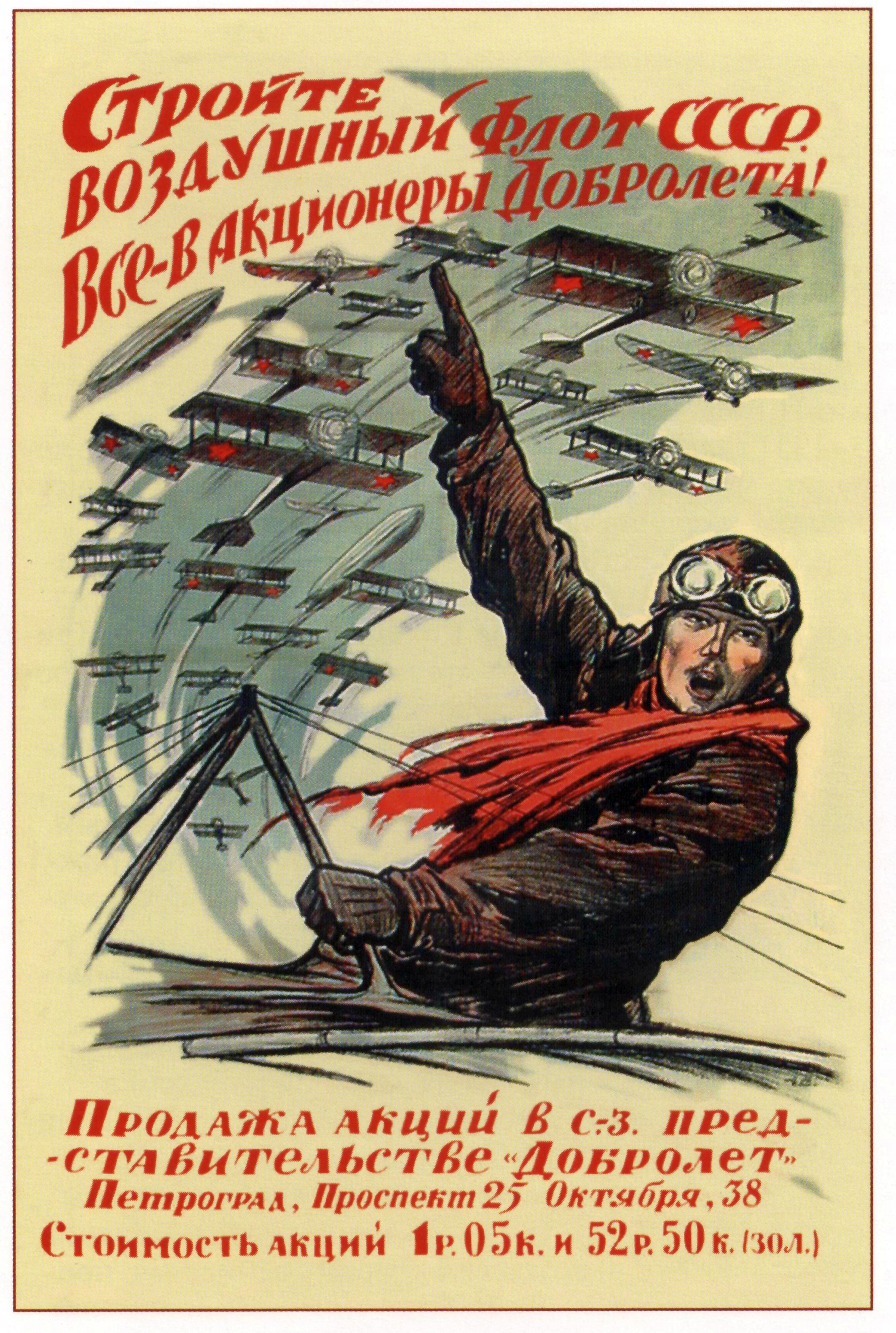
Рекламно-агитационный плакат 1923 года

Регулярная деятельность гражданской авиации началась после завершения в России Первой мировой и Гражданской войн. В 1920-м году была организована первая воздушная линия для доставки как почты, так и пассажиров по маршруту Смоленск – Гжатск – Москва, в 1921 году открылась авиалиния Москва – Харьков; но работали эти линии непродолжительное время. С 1922 года в России стало применяться распыление ядохимикатов для борьбы с вредителями растений, что дало начало применению авиации в сельском и лесном хозяйстве. В мае 1922 года российско-германское авиапредприятие «Дерулюфт» открыло первую в России регулярную международную почтово-пассажирскую линию Москва — Кёнигсберг, в 1926 году продлённую до Берлина. В 1923 году «Добролёт» открыл первую регулярную внутреннюю почтово-пассажирскую авиалинию Москва — Нижний-Новгород, на ней помимо машин иностранного производства работал и первый пассажирский самолёт советской конструкции — АК-1. В 1924 году были открыты авиалинии: Москва – Нижний Новгород – Казань; Москва — Харьков; Харьков – Киев; Харьков – Одесса; Харьков – Ростов-на-Дону; Севастополь — Евпатория; Ташкент – Алма-Ата; Каган – Хива; Хива — Бухара; Бухара — Душанбе; Тифлис – Баку; Тифлис – Манглиси. В этом же году в СССР появилась и начала использоваться санитарная авиация. C 1925 года авиация стала применяться для перевозки золота с якутских приисков. Увеличивалось число международных линий: в 1926 году была открыта авиалиния Верхнеудинск – Улан-Батор, в 1927 — Ташкент – Кабул, в 1928 — Ленинград – Таллин – Рига. Были открыты протяжённые внутренние воздушные линии с промежуточными посадками: в 1928 году — Иркутск – Якутск, в 1929 — Москва – Иркутск, в 1930 — Москва – Ташкент, в 1932 — Москва – Владивосток. В 1937 году была осуществлена первая высокоширотная воздушная экспедиция в результате которой четырьмя самолётами АНТ-6 с одного из островов земли Франца-Иосифа на Северный полюс были доставлены полярники и 10 тонн снаряжения для организации дрейфующей станции «Северный полюс-1». Постепенно авиалинии и аэродромы оснащались специальным оборудованием, так в 1939 году на авиалиниях использовалось 280 радиостанций и 67 радиомаяков, была создана опытная радиотехническая курсо-глиссадная система слепой посадки «Ночь-1». Увеличивался авиапарк, пополняясь в большей части самолётами отечественного производства. Если в 1920-е годы в авиаперевозках преобладали воздушные суда иностранного производства, в основном Фоккер Ф3 и Юнкерс Ф-13, то в 1930-е основу парка гражданской авиации составляли самолёты советской постройки: У-2 в разных вариантах, ПС-9, К-5, Ш-2, ХАИ-1; гражданские модификации военных самолётов — П-5, Г-1, Г-2, ПС-7, ПС-40. Выполнялись регулярные пассажирские перевозки на крупнейшем в мире самолёте — ПС-124, построенном в единственном экземпляре. 
Во время Великой Отечественной войны гражданская авиации использовалась в основном для нужд вооружённых сил. За время войны самолёты ГВФ перевезли 2,35 млн пассажиров и 278 тыс. т грузов, из них 0,82 млн пассажиров и 145 тыс. тонн грузов было перевезено в тылу. В связи с ростом воздушного движения, с 1945 года на авиалиниях гражданской авиации СССР стало применяться эшелонирование по высоте полёта, направленное на увеличение пропускной способности авиатрасс. Развивалась санитарная авиация. В 1946 году она имела 154 санитарно-авиационные станции и 400 самолётов. Советским Союзом в послевоенный период были образованы совместные авиатранспортные предприятия с рядом государств (ТАБСО с Болгарией, МАЛЕВ с Венгрией, СКОГА с Китаем). С 1953 года для обеспечения движения на авиатрассах и в районе аэродромов начали применяться наземные обзорные радиолокаторы.

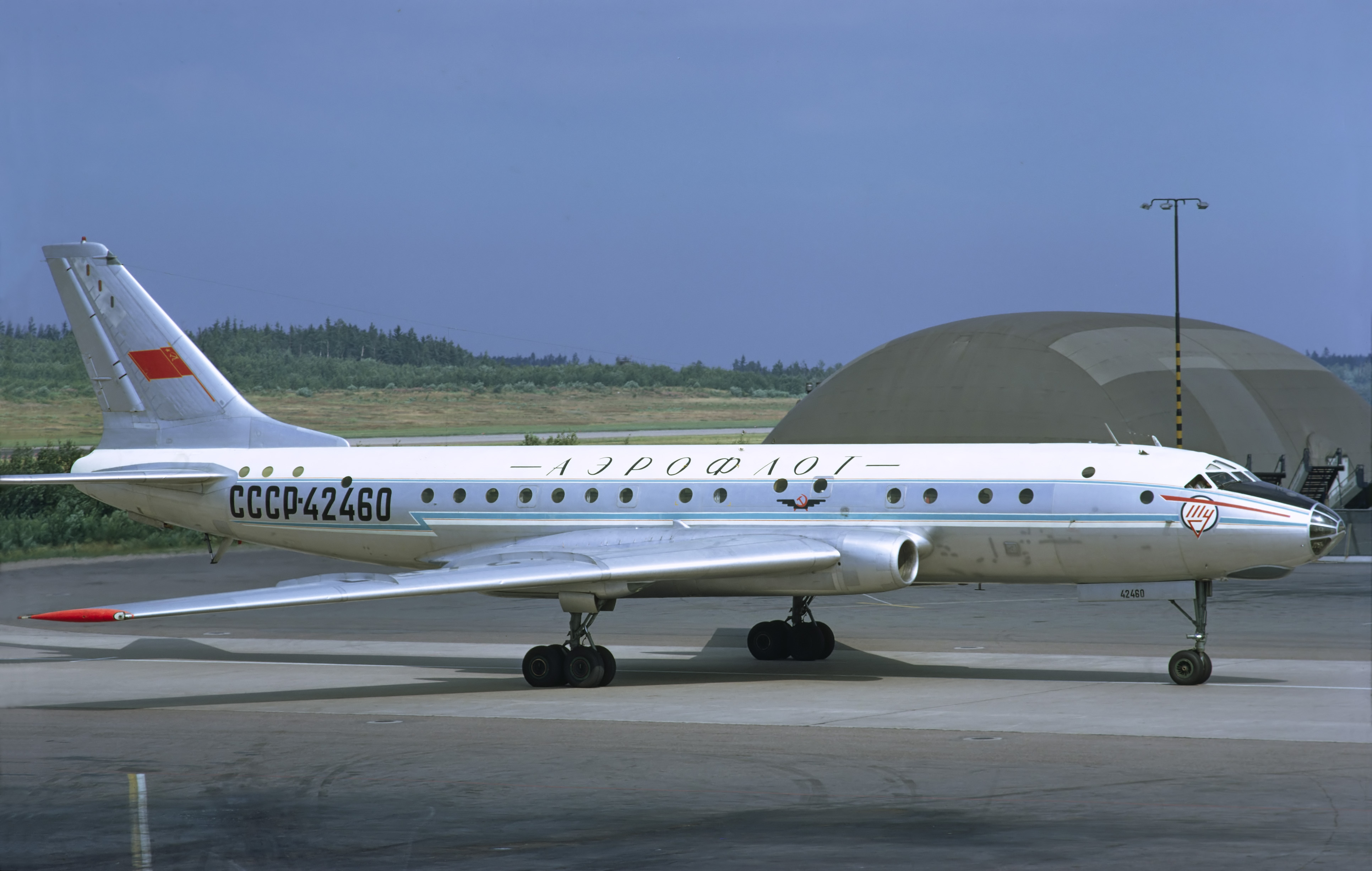
Ту-104

В 1950-е годы в Аэрофлоте стали использоваться реактивные самолёты: один из первых в мире реактивный самолёт Ту-104 в 1956 году совершил первый регулярный рейс Москва – Омск – Иркутск. Авиационным сообщением к концу 1950-х годов были обеспечены все столицы союзных республик, а также все областные и краевые центры страны. В международном сообщении в первое послевоенное десятилетие Аэрофлотом выполнялись регулярные рейсы в 14 стран: Австрию, Болгарию, Венгрию, Германию, Польшу, Румынию, Финляндию, Чехословакию, Швецию, Югославию, Афганистан, Иран, Китай и Монголию. В это время в гражданской авиации использовались самолёты — Ли-2, Ан-2, Ще-2, Як-12, Ил-14 и начали использоваться первые вертолёты — Ми-1, Ми-4 и Ка-15. С 1960 года начал регулярно эксплуатироваться первый советский дальнемагистральный самолёт способный совершать межконтинентальные перелёты – Ту-114. На внутренней линии Москва – Хабаровск самолёт без посадок преодолевал расстояние из одного пункта в другой за 8 часов. В 1961 году был совершён первый перелёт из СССР в Антарктиду, куда на самолётах Ил-18 и Ан-12 были перевезены полярники. В 1960 году регулярные рейсы выполнялись в 22 страны, в 1970 — в 59 стран. На 1970 год 70 аэропортов страны были оснащённых курсо-глиссадной системой посадки (СП-50). В том же году через территорию СССР начались трансконтинентальные перелёты из западной Европы в Азию, осуществляемые зарубежными авиакомпаниями. В 1977 году начал совершать регулярные рейсы первый советский и один из первых в мире сверхзвуковой пассажирский самолёт Ту-144: перелёт из Москвы до Алма-Аты длился 2 часа. Но, использование самолёта для перевозки пассажиров продолжалась всего около года. Кроме того, в 1960-е, 1970-е годы началось использование пассажирских самолётов Ан-10, Ан-24, Ту-134, Ту-154, Ил-18, Ил-62, Як-40, Л-410, транспортных — Ан-12, Ил-76, вертолётов —  Ми-2, Ми-6, Ми-8, Ка-26. В 1980 году регулярные рейсы из СССР производились в 85 государств, в 1990 — в 98.

## Статистические показатели
| Показатели деятельности воздушного транспорта СССР с 1925 по 1985 год: (Значения 1925—1935 годов без учёта деятельности советско-германской компании «Дерулюфт») | Показатели деятельности воздушного транспорта СССР с 1925 по 1985 год: (Значения 1925—1935 годов без учёта деятельности советско-германской компании «Дерулюфт») | Показатели деятельности воздушного транспорта СССР с 1925 по 1985 год: (Значения 1925—1935 годов без учёта деятельности советско-германской компании «Дерулюфт») | Показатели деятельности воздушного транспорта СССР с 1925 по 1985 год: (Значения 1925—1935 годов без учёта деятельности советско-германской компании «Дерулюфт») | Показатели деятельности воздушного транспорта СССР с 1925 по 1985 год: (Значения 1925—1935 годов без учёта деятельности советско-германской компании «Дерулюфт») | Показатели деятельности воздушного транспорта СССР с 1925 по 1985 год: (Значения 1925—1935 годов без учёта деятельности советско-германской компании «Дерулюфт») | Показатели деятельности воздушного транспорта СССР с 1925 по 1985 год: (Значения 1925—1935 годов без учёта деятельности советско-германской компании «Дерулюфт») | Показатели деятельности воздушного транспорта СССР с 1925 по 1985 год: (Значения 1925—1935 годов без учёта деятельности советско-германской компании «Дерулюфт») | Показатели деятельности воздушного транспорта СССР с 1925 по 1985 год: (Значения 1925—1935 годов без учёта деятельности советско-германской компании «Дерулюфт») | Показатели деятельности воздушного транспорта СССР с 1925 по 1985 год: (Значения 1925—1935 годов без учёта деятельности советско-германской компании «Дерулюфт») | Показатели деятельности воздушного транспорта СССР с 1925 по 1985 год: (Значения 1925—1935 годов без учёта деятельности советско-германской компании «Дерулюфт») | Показатели деятельности воздушного транспорта СССР с 1925 по 1985 год: (Значения 1925—1935 годов без учёта деятельности советско-германской компании «Дерулюфт») | Показатели деятельности воздушного транспорта СССР с 1925 по 1985 год: (Значения 1925—1935 годов без учёта деятельности советско-германской компании «Дерулюфт») | Показатели деятельности воздушного транспорта СССР с 1925 по 1985 год: (Значения 1925—1935 годов без учёта деятельности советско-германской компании «Дерулюфт») | Показатели деятельности воздушного транспорта СССР с 1925 по 1985 год: (Значения 1925—1935 годов без учёта деятельности советско-германской компании «Дерулюфт») | Показатели деятельности воздушного транспорта СССР с 1925 по 1985 год: (Значения 1925—1935 годов без учёта деятельности советско-германской компании «Дерулюфт») | Показатели деятельности воздушного транспорта СССР с 1925 по 1985 год: (Значения 1925—1935 годов без учёта деятельности советско-германской компании «Дерулюфт») | Показатели деятельности воздушного транспорта СССР с 1925 по 1985 год: (Значения 1925—1935 годов без учёта деятельности советско-германской компании «Дерулюфт») |
| --- | --- | --- | --- | --- | --- | --- | --- | --- | --- | --- | --- | --- | --- | --- | --- | --- | --- |
| год | 1925 | 1930 | 1935 | 1940 | 1945 | 1950 | 1955 | 1960 | 1965 | 1970 | 1975 | 1980 | 1985 | | | | |
| Перевезено пассажиров (млн) | 0,003 | 0,012 | 0,104 | 0,410 | 0,600 | 1,604 | 2,50 | 16,0 | 42,1 | 71,4 | 98,1 | 104 | 113 | | | | |
| Пассажирооборот (млрд•пасс•км) | | | | 0,2 | 0,5 | 1,2 | 2,8 | 12,1 | 38,1 | 78,2 | 123 | 161 | 188 | | | | |
| Перевезено грузов и почты (тыс. т) | 0,026 | 0,251 | 16,0 | 58,4 | 74,1 | 161 | 259 | 697 | 1228 | 1844 | 2472 | 2989 | 3200 | | | | |
| Грузооборот (млн•т•км) | | 0,2 | 6,5 | 23 | 64 | 136 | 252 | 563 | 1338 | 1877 | 2590 | 3094 | 3350 | | | | |
| Авиахимические работы (млн га) | 0,001 | 0,016 | 0,638 | 0,900 | | 3,40 | 9,90 | 20,1 | 55,0 | 83,3 | 84,9 | 100 | 108 | | | | |
| Источники: | | | | | | | | | | | | | | | | | |

## Звания и знаки различия
До начала 1940-х гг. в Гражданской авиации, а также в охране аэропортов существовала система званий и знаков различия. В 1932—1936 гг. знаки различия были нарукавными нашивками. В 1936 г. их перенесли на петлицы, и они напоминали знаки различия НКВД (с крылатыми пропеллерами вместо звёзд).
В конце 1940-х — начале 1950-х их сменила иная система, где звания и знаки различия напоминали военные. Вскоре после смерти Сталина отказались от знаков различия и званий «военного» типа в министерствах и ведомствах, в том числ в «Аэрофлоте», и начались эксперименты с дизайном костюмов гражданского покроя.
В 1970-е гг. была введена новая система званий и знаков различия, отдалённо напоминавших использовавшиеся в гражданском флоте.